# شارل بونيه
شارل بونيه (بالفرنسية: Charles Bonnet)‏ عالم تاريخ طبيعي وعلم الإنسان وبيولوجيا وفيلسوف سويسري ولد في جنيف 13 مارس 1720 - 20 مايو 1793.
تنسب إليه في الطب متلازمة شارل بونيه.

## حياته وعمله
كانت حياة بونيه هادئة. ويبدو أنه لم يغادر أبداً سويسرا، كما أنه لا يبدو أنها قد اتخذ أي مساهمه في الشؤون العامة باستثناء الفترة ما بين 1752 و 1768، حيث كان عضواً في مجلس الجمهورية. آخر 25 عاماً من حياته قضاها في هدوء في بلدته، في غينتود، بالقرب من جنيف، حيث توفي بعد مرض طويل ومؤلم في 20 مايو 1793. وكانت زوجته سيدة من عائلة دي لا ريفر. ولم ينجبا أطفالاً، لكن تم تقديم ابن شقيق السيدة بونيه، والمحتفى به هوراس بنديكت دي سوسير، على أنه ابنهما.
وجاء شارل بونيه بفكرة حصول النباتات تحت الماء على فقاعات من الغاز تمسك بأوراقها، وذلك من تحلل الهواء في الماء فيصبح غازاً مرة أخرى ويتمسك بالأوراق.

### وصلات خارجية
- شارل بونيه على موقع الموسوعة البريطانية (الإنجليزية)
- شارل بونيه على موقع إن إن دي بي (الإنجليزية)